# Hliněný Újezd
Hliněný Újezd je malá vesnice, část obce Malý Bor v okrese Klatovy v Plzeňském kraji. Nachází se asi 2,5 kilometru jižně od Malého Boru. Je zde evidováno 34 adres. V roce 2011 zde trvale žilo 45 obyvatel.
Hliněný Újezd je také název katastrálního území o rozloze 2,1 km².

## Název
Název Újezdec je zdrobnělinou staročeského slova újezd, které označovalo určité území, jehož hranice byly vymezeny během jízdy řady šlechticů, kteří tak svědčili při darování nebo prodeji majetku. V historických pramenech se jméno vesnice objevuje ve tvarech: Navgedci (1045), Vgesd (1359), v Újezdci (1456), Aujezdec (1556), Augezdecz (1790), Klein Augezd nebo Hliněny Augezd (1840) a Újezd hliněný (1854).

## Historie
První písemná zmínka o vesnici pochází z roku 1045.

## Obyvatelstvo
| Rok            | 1869 | 1880 | 1890 | 1900 | 1910 | 1921 | 1930 | 1950 | 1961 | 1970 | 1980 | 1991 | 2001 | 2011 | 2021 |
| -------------- | ---- | ---- | ---- | ---- | ---- | ---- | ---- | ---- | ---- | ---- | ---- | ---- | ---- | ---- | ---- |
| Počet obyvatel | 215  | 206  | 204  | 176  | 165  | 187  | 158  | 122  | 110  | 82   | 68   | 67   | 55   | 45   | 28   |
| Počet domů     | 30   | 32   | 32   | 32   | 31   | 32   | 32   | 32   | 77   | 20   | 21   | 25   | 28   | 28   | 28   |

## Obecní správa
Při sčítání lidu v letech 1850–1879 Hliněný Újezd byl osadou obce Bojanovice v okrese Strakonice. V letech 1880–1899 byl osadou obce Týnec v okrese Strakonice. V letech 1900–1976 byl samostatnou obcí, se kterým patřil nejprve do okresu Strakonice, ale v roce 1950 v okrese Horažďovice a od roku 1960 v okrese Klatovy. Od 30. dubna 1976 je částí obce Malý Bor v okrese Klatovy. V letech 1950–1976 k obci patřily Malé Hydčice a v letech 1961–1976 také Týnec.

## Pamětihodnosti
- Kaplička
- Boží muka

## Galerie

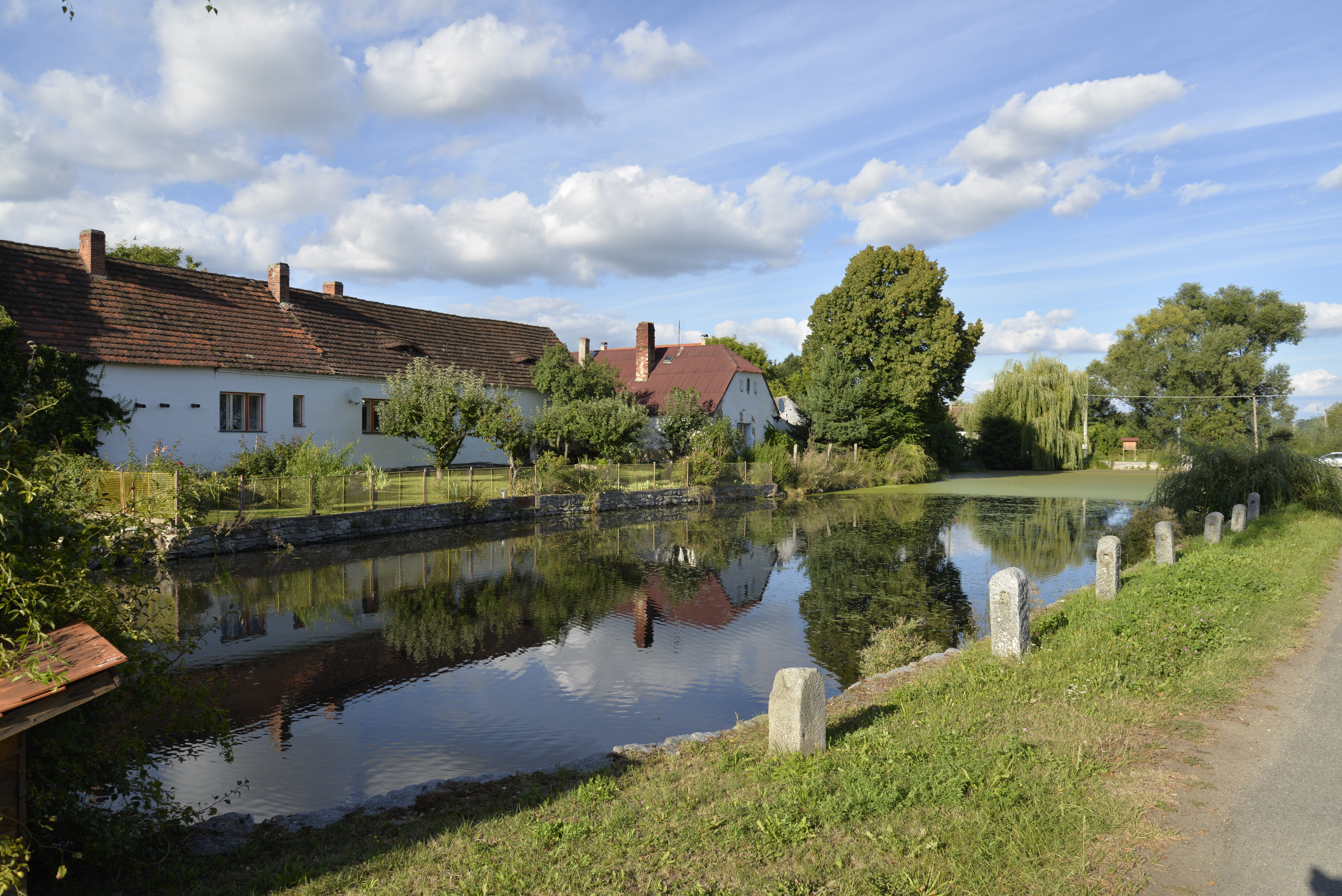
Obecní rybník
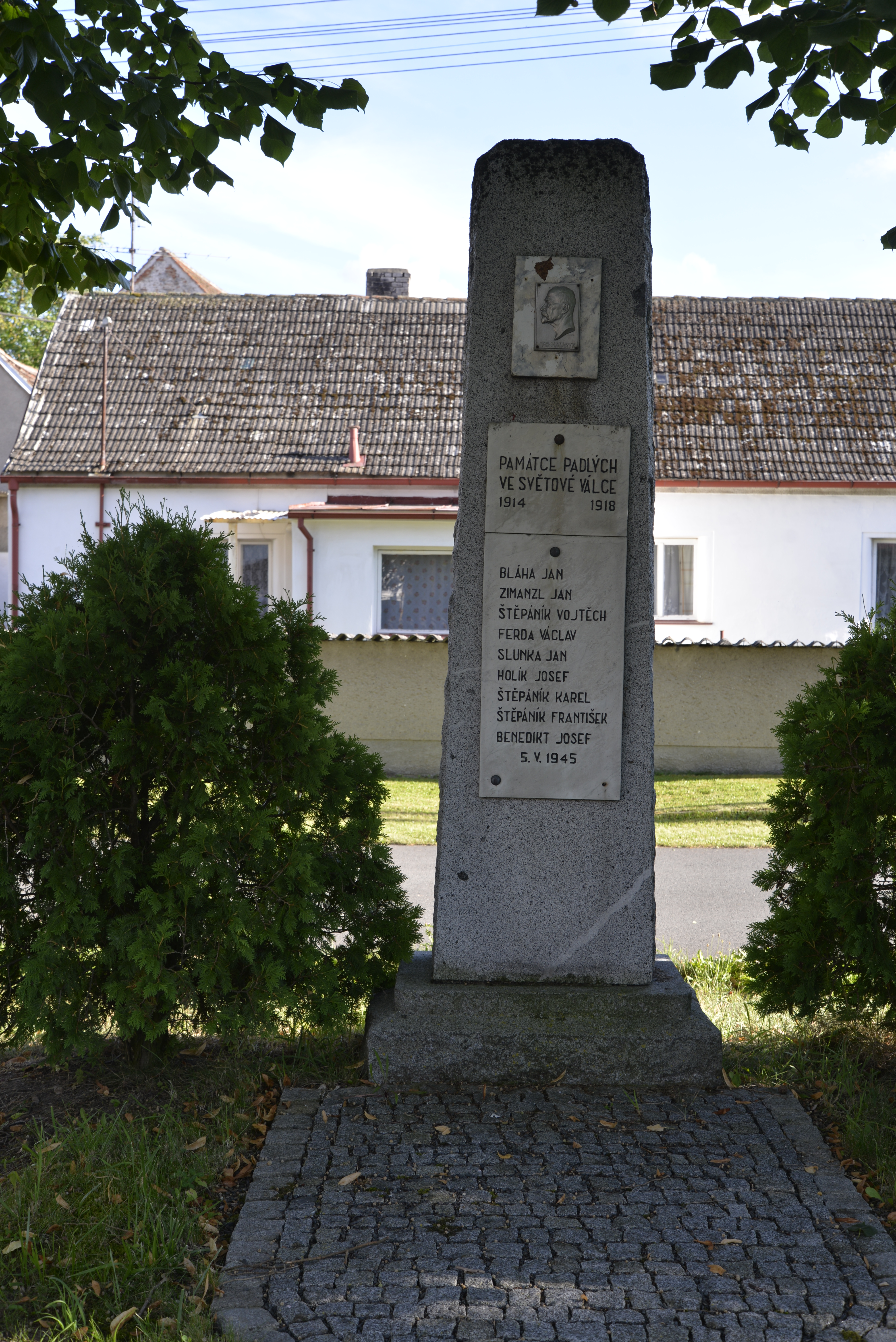
Pomník padlým
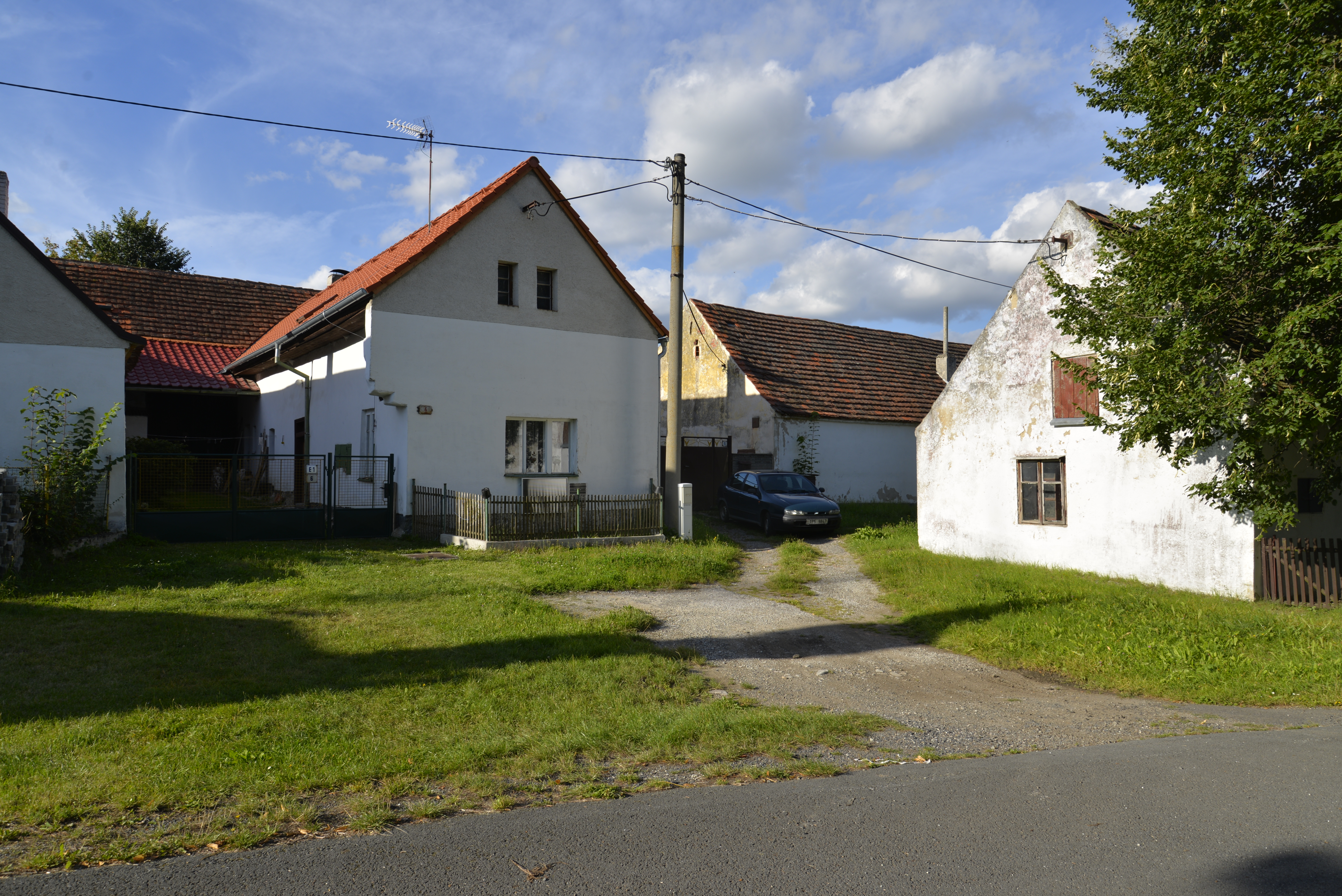
Tradiční zástavba